# Stanisław Jarosz
Stanisław Jarosz (ur. 21 stycznia 1961 w Sieniawie) – polski polityk, samorządowiec, urzędnik państwowy, senator IV kadencji, w latach 2007–2011 wiceprezes Najwyższej Izby Kontroli.

## Życiorys
Ukończył studia na Wydziale Handlu Zagranicznego Szkoły Głównej Handlowej w Warszawie. W drugiej połowie lat 80. pracował jako specjalista w zakładach „Zremb”. Od 1990 do 1997 pełnił funkcję radnego i burmistrza miasta Międzyrzec Podlaski.
Był senatorem IV kadencji z ramienia Akcji Wyborczej Solidarność, wybranym w województwie bialskopodlaskim. Od 2001 pracuje w Najwyższej Izbie Kontroli, 31 października 2007 został powołany na stanowisko wiceprezesa NIK. 2 września 2011 przestał pełnić te obowiązki, pozostając pracownikiem tej instytucji.